# La reina Margarita de Austria a caballo
El retrato de La reina Margarita de Austria a caballo fue pintado por Velázquez con amplia participación del taller entre 1634 y 1635 y se conserva en el Museo del Prado de Madrid (España) desde la creación de la pinacoteca en 1819. 

## Historia del cuadro

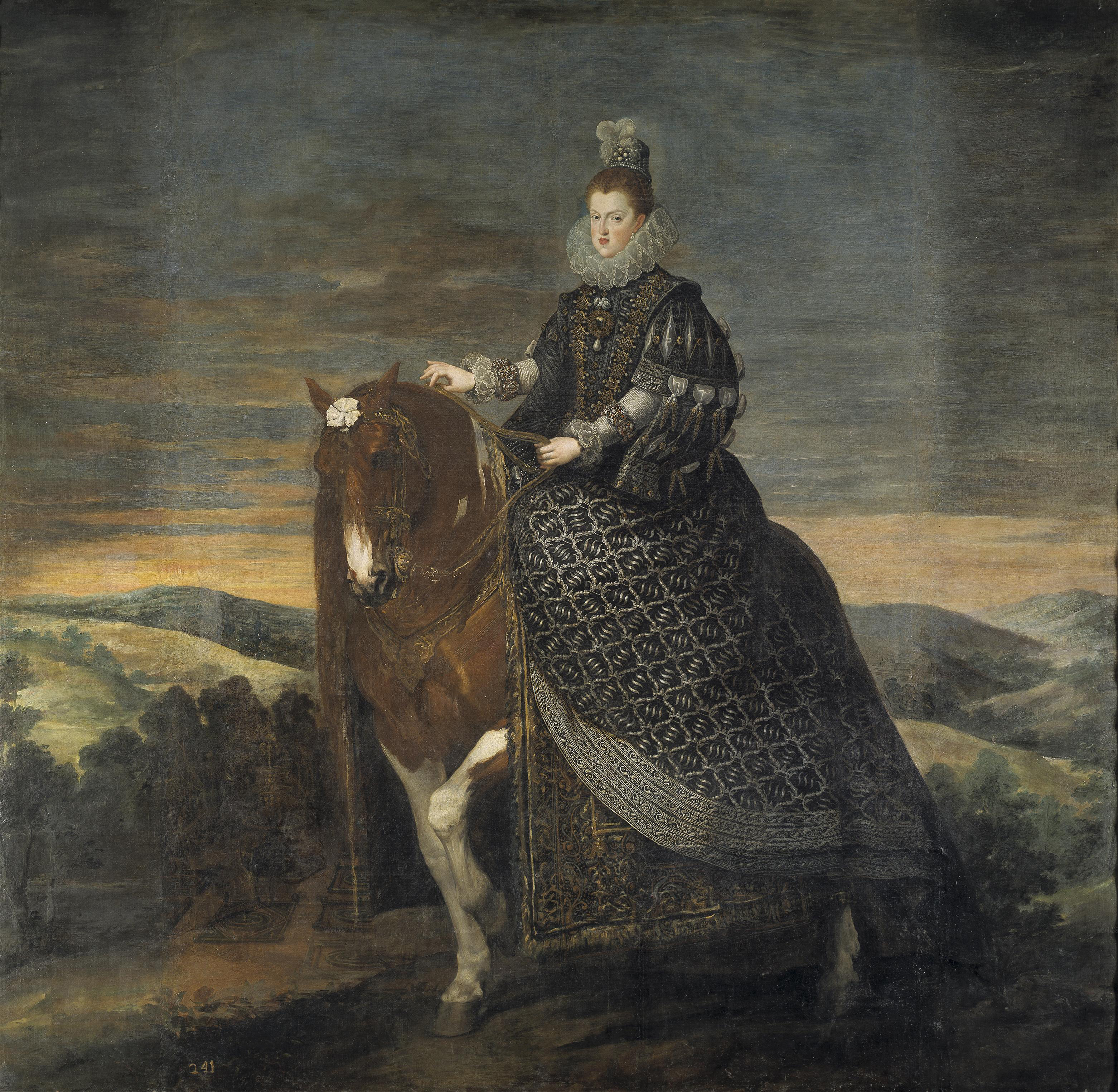
Estado del cuadro antes de la restauración de 2011.

Velázquez había recibido el encargo de pintar una serie de cinco retratos ecuestres de la familia real que se destinarían al Salón de Reinos del palacio del Buen Retiro de Madrid. Allí se colgaron los cuadros de Felipe III y de su esposa La reina Margarita de Austria a caballo, el de Felipe IV y su esposa La reina Isabel de Francia a caballo y el del hijo de ambos, El príncipe Baltasar Carlos a caballo, de menor tamaño que los de sus padres por destinarse a una de las sobrepuertas del salón.
Como ocurre con el retrato de su esposo, este de la reina Margarita es obra de Velázquez con amplia participación del taller. Sobre el modelo surgido del taller, Velázquez repintó con toques muy sueltos los arreos del caballo, inicialmente muy detallistas. La misma fluidez de los trazos se observa en la remodelación de la cabeza de la reina, pero el proceso fue inverso en las crines del caballo como también en alguna zona del paisaje, ocultándose en la remodelación general del cuadro pinturas subyacentes ejecutadas con técnica más suelta y quizá del propio Velázquez. En fecha posterior, y probablemente ya en el siglo XVIII, se le dio un formato horizontal mediante el añadido de dos bandas laterales. Esta alteración, visible a simple vista, fue revertida en 2011, al igual que en su pareja, Felipe III a caballo, al hilo de una restauración general de la obra, por lo que vuelve a verse sin añadidos, en su formato original.

## Descripción del cuadro
La figura de la reina aparece con un recargado vestido destacando dos famosas joyas que pertenecieron a los Austrias: la perla conocida como La Peregrina y el diamante cuadrado llamado El Estanque.
El caballo, presentado al paso, mira hacia la izquierda con la intención de que la obra guardase simetría con el cuadro de su esposo que mira hacia la derecha.
Los caballos que pinta Velázquez en estos retratos son una mezcla del caballo frisón, fogoso y con brío, y el caballo resistente y con pesadez de formas.